# Kendall (Nueva York)
Kendall es un pueblo ubicado en el condado de Orleans en el estado estadounidense de Nueva York. En el año 2000 tenía una población de 2,838 habitantes y una densidad poblacional de 33 personas por km².

## Geografía
Kendall se encuentra ubicado en las coordenadas 43°20′9″N 78°2′55″O / 43.33583, -78.04861.

## Demografía
Según la Oficina del Censo en 2000 los ingresos medios por hogar en la localidad eran de $49,821 y los ingresos medios por familia eran $50,952. Los hombres tenían unos ingresos medios de $36,959 frente a los $24,309 para las mujeres. La renta per cápita para la localidad era de $20,373. Alrededor del 5% de la población estaban por debajo del umbral de pobreza.